# 761 Brendelia
761 Brendelia
761 Brendelia là một tiểu hành tinh ở vành đai chính, thuộc nhóm tiểu hành tinh Koronis. Nó được Franz Kaiser phát hiện ngày 8.9.1913 ở Heidelberg và được đặt theo tên Martin Brendel (Otto Rudolph Martin Brendel), nhà thiên văn học người Đức..